# Episodi di Harvey Birdman, Attorney at Law (seconda stagione)
La seconda stagione della serie televisiva Harvey Birdman, Attorney at Law, composta da 11 episodi, è stata trasmessa negli Stati Uniti, da Adult Swim, dal 1º gennaio 2004 al 2 novembre 2004.
In Italia la stagione è inedita.
| nº | Titolo originale         | Prima TV USA    |
| -- | ------------------------ | --------------- |
| 1  | Blackwatch Plaid         | 1º gennaio 2004 |
| 2  | Trio's Company           | 18 aprile 2004  |
| 3  | The Devlin Made Me Do It | 25 aprile 2004  |
| 4  | High Speed Buggy Chase   | 2 maggio 2004   |
| 5  | SPF                      | 9 maggio 2004   |
| 6  | Back to the Present      | 16 maggio 2004  |
| 7  | Grape Juiced             | 30 maggio 2004  |
| 8  | Peanut Puberty           | 6 giugno 2004   |
| 9  | Gone Efficien...t        | 13 giugno 2004  |
| 10 | Droopy Botox             | 18 giugno 2004  |
| 11 | Guitar Control           | 2 novembre 2004 |